# Tabanera la Luenga
Tabanera la Luenga è un comune spagnolo di 65 abitanti situato nella comunità autonoma di Castiglia e León.